# Guy Colsoul
 (août 2023).
Pas d'image ? Cliquez ici
Guy Colsoul, né le 9 juin 1947, est un ancien pilote de rallyes belge.

## Biographie
Originaire de Landen, Guy Colsoul (dont le métier initial était laitier) a commencé sa carrière en 1971 sur Volkswagen Coccinelle.
Pilote Opel dès 1975, il a participé à de nombreuses épreuves belges et étrangères.
À ses côtés, le Verviétois Alain Lopes fut son copilote attitré, d'abord pour la saison 1974 puis, sans discontinuer de 1976 jusqu'en 1986 inclus (Alain Lopes, pilote lui-même, participa aux saisons 1985, puis 1987 et 1988 au volant d'une Opel Kadett Gsi dont le capot moteur était plombé. Ensuite, Alain Lopes deviendra le Team Manager de l'Opel Team Belgium qui fera rouler Bruno Thiry et Freddy Loix).
Guy Colsoul restera fidèle à Opel jusqu'en 1987 inclus, puis refera quelques apparitions avec jusqu'en 1991. Ensuite, il choisira de piloter des Mitsubishi.
Il a participé à cinq épreuves comptant pour le Championnat du monde des rallyes (renommé depuis lors WRC) :
- deux fois au RAC rally en 1977 : 25e au classement général sur Opel Kadett GT/E et en 1980 : abandon sur Opel Ascona 400 Gr.4;
- deux fois au Rallye automobile Monte-Carlo en 1978 : 19e au classement général sur Opel Kadett GT/E et en 1982 : 25e au classement général sur Opel Ascona 400 Gr.4 ;
- une fois au Rallye de Côte d'Ivoire Bandama, où il termine à la 10e place au classement général sur Mitsubishi Galant VR-4 de l'édition 1992.

Durant la majeure partie de sa carrière chez Opel, il fut associé à un important sponsor belge (Bastos) qui lui permit, outre de participer à des épreuves routières internationales, de découvrir les grands espaces du rallye-raid.
Colsoul fut ainsi un partenaire privilégié de l'usine Opel pour le développement du prototype quatre roues motrices basé sur la Kadett type E (participation au Paris-Dakar 1986, abandon) destinée à représenter la marque pour son retour en championnat du monde des rallyes dans la nouvelle catégorie Groupe S, appelée à remplacer le Groupe B alors en vigueur. Des accidents (notamment mortel en ce qui concerne Toïvonen/Cresto) engendreront une refonte complète des règlements par la FISA (Fédération Internationale du Sport Automobile) pour la saison 1987. Dès lors, le projet sera purement et définitivement abandonné.
En 1988, il entame une collaboration avec Mitsubishi et devient préparateur en créant le Guy Colsoul Rallysport. Cette société effectue notamment la préparation de la Mitsubishi Evo Gr.N, et a contribué à l'obtention de plusieurs titres et distinctions par des pilotes belges (dont un de ses fils) ou par des pilotes étrangers.

## Palmarès
- Vainqueur des Boucles de Spa 1982  sur Opel Ascona 400 Gr.4.  Cette année-là, il termine 4e du Championnat d'Europe des rallyes;
- Vainqueur du Rallye du Condroz-Huy en 1978 et 1979 sur Opel Kadett GT/E et aussi en 1986  sur Opel Manta 400 Gr.B ;
- Vainqueur du Critérium Lucien Bianchi en 1979 sur Opel Kadett GT/E ;
- Vainqueur du Haspengouw Rally en 1982 , sur Opel Ascona 400 Gr.4 ;
- Vainqueur de l'Omloop van Vlaanderen (le Circuit des Flandres) en 1980 et 1981 sur Opel Ascona 400 Gr.4 et aussi en 1988 sur Mitsubishi Starion Gr.A pour l'unique victoire de cette voiture.
- Vainqueur de nombreuses épreuves du championnat "national" (2e division) e.a. du Rallye des Hautes Fagnes/Jalhay (en 1987 sur Opel Manta 400 Gr.B) , Rallye de Hannut, Rally van Looi, TAC Rally, Boucles de Liège, Rallye d'Aubel, 500 km d'Andenne, Schneider Hi-Fi Rally ; et même le Safari du Zaïre.

En 1984, l'équipage Guy Colsoul / Alain Lopes sur l'Opel Manta 400 occupe la tête du rallye-raid Paris-Dakar durant une semaine, face aux 4x4 (alors qu'elle ne disposait que de 2 roues motrices), pour finalement terminer 4e au classement général. 
Lors de l'édition précédente (1983), ce même équipage avait terminé à la 6e place du classement général au volant d'un Mercedes 280 GE.

## Titres
- Champion de Belgique des rallyes: 1979 (copilote Alain Lopes) sur Opel Kadett GT/E Gr. 2;
- Champion de Belgique des rallyes: 1981 (copilote Alain Lopes) sur Opel Ascona 400 Gr.4.